# 美少女戦士セーラームーン (ゲーム)
『美少女戦士セーラームーン』（びしょうじょせんしセーラームーン）は、武内直子の漫画作品『美少女戦士セーラームーン』を原作にしたゲームシリーズである。アニメが社会現象になるほど人気を博していたため、同時期の他の作品に比較してゲームソフトの数が群を抜いて多く、様々なプラットフォームに展開していた。
基本的にはテレビアニメ版の声優陣がキャラクターボイスを担当するが、スマホゲーム・体感型ゲームにおける声優陣は『Crystal』シリーズに準拠する。

## PCエンジン版

### 美少女戦士セーラームーン
1994年8月5日にバンプレストから発売。Rのエイルとアン編とブラックムーン編の間を描いたオリジナルストーリーのアドベンチャーゲーム。アニメ版をベースに、アニメでは描かれなかった原作第1期の設定を使用して、ブラックムーン編へ続くように物語が描かれている。三石琴乃・久川綾・富沢美智恵・篠原恵美・深見梨加の5人によるユニット・Peach Hipsが歌う主題歌シングル『恋する乙女は負けない/同じ星に生まれた二人だから』も発売された。
キャスト
- 月野うさぎ - 三石琴乃
- 水野亜美 - 久川綾
- 火野レイ - 富沢美智恵
- 木野まこと - 篠原恵美
- 愛野美奈子 - 深見梨加
- ルナ - 潘恵子
- アルテミス - 高戸靖広
- 地場衛 - 古谷徹
- クンツァイト - 曽我部和恭
- ゾイサイト - 難波圭一
- ジェダイト - 小野坂昌也
- ネフライト - 森功至
- 月野育子 - 高木早苗
- 大阪なる - 柿沼紫乃
- 春日きよみ - 笠原留美
- 弥ろく院 - 山崎和佳奈
- 清水くん - 置鮎龍太郎
- 不良A - 田中一成
- めぐみ - 山田妙子
- 女生徒 - 柳瀬洋美
- 警備員 - 江川央生
- バストワイズマン - 掛川裕彦
- 協力：青二プロダクション

スタッフ
- 原作／ボスキャラデザイン：武内直子
- 協力：[なかよし]編集部
- 録音：立花康夫（タバック）
- 監修：東伊里弥（東映動画）
- 制作プロデューサー：五十嵐雅夫（AIC）
- 制作アシスト：岩崎豊明（AIC）、吉実昌弘（AIC）
- ゲームデザインサポート：小林功一郎、余語慶一
- 音楽：前田華代子、飯塚博
- 作画制作進行：中村尚人（AIC）
- シナリオサポート：千葉智宏（スタジオオルフェ）、倉田英之（スタジオオルフェ）
- プロデューサー：じっばひとからげ（バンプレスト）
- 販売元：バンプレスト

主題歌
オープニングテーマ「恋する乙女は負けない」作詞：白峰美津子 作曲：つのごうじ 編曲：岩本正樹 歌：Peach Hips（三石琴乃・久川綾・富沢美智恵・篠原恵美・深見梨加）
エンディングテーマ「同じ星に生まれた二人だから」作詞：白峰美津子 作曲：樫原伸彦 編曲：岩本正樹 歌：Peach Hips（三石琴乃・久川綾・富沢美智恵・篠原恵美・深見梨加）

### 美少女戦士セーラームーン Collection
1994年11月25日にバンプレストから発売。クイズなどのミニゲームをクリアして、セーラー戦士のビジュアルを集めるゲーム。ビジュアルが用意されているセーラー戦士はセーラームーン、セーラーマーキュリー、セーラーマーズ、セーラージュピター、セーラーヴィーナスの5人のみ。

## ゲームボーイ版
これら以外にも「セーラーV」というタイトルが開発されていたが未発売となっている。

### 美少女戦士セーラームーン (GB)
1992年12月18日にエンジェルから発売のアクションアドベンチャーゲーム。本作の時代背景はアニメ無印のジェダイト編であり、セーラームーンがアドベンチャーモードで情報を集めて、アクションモードで敵と戦う展開になっている。
ステージサブタイトル
- ステージ1 あざぶ 10ばんがい（ボス：妖魔モルガ）
- ステージ2 10ばん ちゅうがく（ボス：妖魔キュレネ）
- ステージ3 スポーツ ジム（ボス：ジェダイト）
- ステージ4 クインベリルの しろ（ボス：クインベリル）

### 美少女戦士セーラームーンR
1994年4月22日エンジェルから発売。ゲームボーイ版の前作と同様にアクションゲームとアドベンチャーゲームが融合されており、各ステージでシナリオを解いていく構成となっている。序盤はアニメのストーリー基準だが、後半になると原作に沿った話になる。エンディングに至っては原作そのまま。登場人物が豊富であり、当時のアニメ好きの少女たちにも喜ばれていた。
オマケとして用意されたミニゲームでは、セーラームーン世界の知識を問うクイズや神経衰弱などのゲームが遊べるが、中でもクイズの難易度に関しては一部書籍が「『カルトQ』並の高さ」と評するほどである。
原作連載の『なかよし』誌上でオリジナル敵キャラクターの公募が行なわれるも、発売前に最優秀作品が盗作だったことが判明。そのキャラクターのCGを変えざるを得なくなった為、発売日が一度延期された。
ステージサブタイトル
- ステージ1 ブラック・ムーン（使用キャラクター：セーラームーン - ボス：コーアン）
- ステージ2 くれないのルベウス（使用キャラクター：マーキュリー - ボス：ルベウス）
- ステージ3 みどりのエスメロード（使用キャラクター：マーズ - ボス：エスメロード）
- ステージ4 あおのサフィール（使用キャラクター：ジュピター - ボス：サフィール）
- ステージ5 プリンス・デマンド（使用キャラクター：ヴィーナス - ボス：デマンド）

## スーパーファミコン版

### 美少女戦士セーラームーン (SFC)
1993年8月27日にエンジェルから発売されたベルトスクロールアクションゲーム。セーラームーン、セーラーマーキュリー、セーラーマーズ、セーラージュピター、セーラーヴィーナスの5人の中から1人を選んでプレイする。マーキュリーはスピードが速い、ジュピターは攻撃力が高い、ヴィーナスはチェーンで攻撃などそれぞれ性能が異なり、使い勝手に差がある。
横スクロールでパンチやキックや必殺技を駆使して、複数現れる敵のヒットポイントを削って倒していくスタイル。2人同時プレイ可能。全5ステージ。
ステージ開始画面（テレビアニメにおけるアイキャッチ）ではムーン・マーキュリー・ジュピターを選ぶとルナ、マーズを選ぶと鴉、ヴィーナスを選ぶとアルテミスがそれぞれ登場する。また、エンドロールではちびうさとルナPが登場する。
原作者の武内直子はこのゲームのためにオリジナルの雑魚キャラクター3体のデザインを書き下ろしている。アクションなどシーンで、只野和子が手掛けた使用原画は約300枚以上。
スタッフ
- ゲームエネミーデザイン協力：武内直子
- デモ原画協力：只野和子（スタジオライブ）
- アクション原画協力：北野幸宏
- 音楽：有澤孝紀、林克洋
- 協力：株式会社講談社、なかよし編集部 、東映動画株式会社

ステージサブタイトル
- ステージ1 - 十番商店街（ボス：妖魔バケーネ）
  - A：十番商店街
  - B：異次元空間

- ステージ2 - 夢ランド（ボス：妖魔ムーリド）
  - A：遊園地
  - B：おかしの家

- ステージ3 - 秘密工場（ボス：偽セーラームーン（ゾイサイトの化身））
  - A：秘密工場
  - B：高速リフト　

- ステージ4 - ムーン・キャッスル（ボス：クンツァイト）
  - A：シルバー・ミレニアム
  - B：北極圈Dポイント

- ステージ5 - ダーク・キングダム（ボス：洗脳されたエンディミオン、クインベリル）

オリジナル必殺技
- セーラームーン
  - ムーン・ティアラ・アクション
  - ムーン・ヒーリング・エスカレーション

- セーラーマーキュリー
  - シャボン・スプレー
  - ウォーター・ストリーム

- セーラーマーズ
  - ファイヤー・ソウル
  - 悪霊退散

- セーラージュピター
  - シュープリーム・サンダー
  - フラワー・ハリケーン

- セーラーヴィーナス
  - クレッセント・ビーム
  - ヴィーナス・ラブ・ミー・チェーン1回転攻撃

公式ガイドブック
- 『講談社ヒットブックス41 なかよしゲームブックス スーパーファミコン 美少女戦士セーラームーン 公式ガイドブック』（講談社、1993年12月10日第1刷発行）ISBN 4-06-177742-4

攻略本としての情報以外に、原作者の武内によるゲームオリジナルの雑魚キャラクター直筆設定が収録されている。表紙カバーのイラストは武内がセル用に書き下ろしたもので、クリーンナップを菊池通隆、セルワークを中山久美子が行って仕上げている。
ゲーム制作スタッフのコメントのほか、「わたしのセーラー戦士体験記」として漫画家の水玉螢之丞と木村千歌のコメントも収録されている。

### 美少女戦士セーラームーンR (SFC)
1993年12月29日にバンダイから発売されたベルトスクロールアクションゲーム。プレイヤーはセーラー戦士五人の他にちびうさでも遊ぶことができる。2人同時プレイ可能。スーパーファミコン版の前作よりも難易度とスピード感が増し、操作性が向上した。各キャラクターの特徴は基本的に前作と同様だが、今作ではセーラーヴィーナスも他の戦士と同じく素手での攻撃に変更された。全4ステージで、ステージボスはデマンドらブラックムーンの上級幹部たちが登場する。『美少女戦士セーラームーン』格闘ゲームシリーズ最初の対戦格闘ゲームでもある。
キャラの性能差が顕著である上に全4面とボリュームが少ないため、ゲームとしての評価は低い。
ステージサブタイトル
- ステージ1 - T.A女学院文化祭（ボス：翠のエスメロード）
  - A：T.A女学院文化祭
  - B：十番商店街

- ステージ2 - ファンタジーアトラクション（ボス：蒼のサフィール）
  - A：ファンタジーアトラクション
  - B：ジャングル・パーク

- ステージ3 - クリスタル・トーキョー（ボス：紅のルベウス）
  - A：クリスタル・トーキョー
  - B：クリスタル・パレス

- ステージ4 - 惑星ネメシス（ボス：プリンス・デマンド）
  - A：惑星ネメシス
  - B：邪黒水晶反応炉

オリジナル必殺技
- セーラームーン
  - ムーン・ティアラ・アクション
  - ライジング・ムーン
  - ムーン・プリンセス・ハレーション

- セーラーマーキュリー
  - シャボン・スプレー・フリージング
  - リバース・ブレイクステップ
  - シャイン・アクア・イリュージョン

- セーラーマーズ
  - ファイヤー・ソウル・バード
  - 破邪炎舞脚
  - バーニング・マンダラー

- セーラージュピター
  - シュープリーム・サンダー・ドラゴン
  - ジュピター・ダブルアクセル
  - スパークリング・ワイド・プレッシャー

- セーラーヴィーナス
  - ローリング・ハート・バイブレーション
  - ヴィーナス・ラブ・ミー・チェーン
  - クレッセント・ビーム・シャワー

- ちびうさ
  - コメットシャワー
  - コメットチェリー
  - ルナPアタック

公式ガイドブック
- 『なかよしメディアブックス4 なかよしゲームブックス スーパーファミコン 美少女戦士セーラームーンR 公式ガイドブック』（講談社、1994年5月19日第1刷発行）ISBN 4-06-324554-3

### 美少女戦士セーラームーンS こんどはパズルでおしおきよ!
1994年7月15日にバンダイから発売のパズルゲーム。マウス対応。さめがめのルールをベースにしている。10人のキャラクターの中から1人を選んでプレイする。1人でプレイするモード、コンピュータ対戦で勝ち抜いていくモード、2人対戦モードの3つのモードが用意されている。プレイ中セーラームーンのキャラクターが目立たず、必殺技のギミックも地味であり、女児向けのキャラクターゲームとしてはあまり評価が高くないが、純粋なパズルゲームとしてはゲーム関連の文献でも評価されている。

### 美少女戦士セーラームーンS 場外乱闘!? 主役争奪戦
1994年12月16日にエンジェルから発売の対戦型格闘ゲーム。セーラームーン、セーラーマーキュリー、セーラーマーズ、セーラージュピター、セーラーヴィーナス、セーラーちびムーンの6人が主役の座をかけて対戦をする。ボスキャラクターとして登場するセーラープルート・セーラーネプチューン・セーラーウラヌスの3人も対戦モード限定で使用可能。目押しコンボ、無敵時間付きのバックステップといったシステムや、バランスの取れた対戦ができることから、格闘ゲームとしての評価は高い。テレビCMは9人セーラー戦士の大乱闘のようなアニメーションでも制作されている。
エンディングの後タイトル画面に戻ると、プレイヤーが選択したキャラクターが主役になったという事でタイトルが変化する。例えばセーラーマーキュリーでクリアすると、『美少女戦士セーラーマーキュリーS』と表示される。
オリジナル必殺技
- セーラームーン
  - ムーン・ティアラ・アクション
  - ムーン・スパイラル・ハート・アタック
  - ソニック・クライ
  - 銀水晶発動（超必殺技）

- セーラーマーキュリー
  - シャボン・スプレー
  - マーキュリー・アクア・ミラージュ
  - リバース・ブレイク・ステップ
  - ウォーター・ブリット（超必殺技）

- セーラーマーズ
  - ファイヤー・ソウル・バード
  - マーズ・スネイク・ファイヤー
  - ファイヤー・ヒール・ドロップ
  - マーズ・スネイク・フレア（超必殺技）

- セーラージュピター
  - シュープリーム・サンダー・ドラゴン
  - ジュピター・ココナッツ・サイクロン
  - ジュピター・ダブル・アクセル
  - ライトニング・ストライク（超必殺技）

- セーラーヴィーナス
  - クレッセント・ビーム
  - ヴィーナス・ウインク・チェーン・ソード
  - ヴィーナス・ラブ・ミー・チェーン
  - チェーン・エクスプロシブ（超必殺技）

- セーラーウラヌス
  - ワールド・シェイキング
  - ダイビング・ガイアクラッシュ
  - デストラクティブ・カーニバル（超必殺技）

- セーラーネプチューン
  - ディープ・サブマージ
  - スプラッシュ・エッジ
  - ドラゴン・ライズ（超必殺技）

- セーラープルート
  - デッド・スクリーム
  - ストリクト・スイープ
  - ディメンジョン・ダンス（超必殺技）

- セーラーちびムーン
  - ピンク・シュガー・ハート・アタック
  - スウィンギング・マシュマロ
  - ルナP・アタック（超必殺技）

バトルステージ　※括弧内はストーリーモードにて対戦するセーラー戦士に対応している
- シルバーミレニアム（セーラームーンステージ）
- 噴水公園・デイライト（セーラーマーキュリーステージ）
- 火川神社（セーラーマーズステージ）
- 十番商店街（セーラージュピターステージ）
- クリスタル・トーキョー・ナイト（セーラーヴィーナスステージ）
- クリスタル・トーキョー・トワライト（セーラーちびムーンステージ）
- 時の扉（セーラープルートステージ）
- 海王州公園（セーラーネプチューンステージ）
- 噴水公園・ナイト（セーラーウラヌスステージ）

### 美少女戦士セーラームーンS くるっくりん
1995年2月24日にバンダイから発売のパズルゲーム。3つ「タリスマン」（剣、鏡、珠）を集めて、アイテムや必殺技を使いながら、ゲームの中の「カラーハート」を消し、対戦相手より早く全部の「タリスマン」を集める。プレイヤーは9人のセーラー戦士とタキシード仮面の他にセーラーサターンとスーパーセーラームーンでも遊ぶことができる。
ゲームアイテム
- ハート・ムーン・コンバクト
- 銀水晶
- ムーン・ロッド
- ゴールデン・アロー
- バラソル
- ダイモーン

### 美少女戦士セーラームーン ANOTHER STORY
1995年9月22日にエンジェルから発売のロールプレイングゲーム。10人のセーラー戦士がプレイキャラクターになる。「運命」をテーマとしており、ある目的のためにセーラー戦士達がこれまでに倒してきた敵を復活させて運命を変えようとする敵組織「ヘル・デスティニー」にセーラー戦士達が立ち向かう。
原作者である武内直子が書き下ろしの完全なオリジナルストーリーを採用し、ドラマチックに展開する。ベースはアニメ版だが、一部では原作の設定とアニメの設定が混ざっている部分もある。アニメ未登場の必殺技シーンの表現は、基本的に原作に忠実な設定となっている。アニメ調の新たな敵キャラクターの原画デザインは武内直子が手掛けている。
初回生産分には限定特典で、特製オリジナル・カードが封入されている。
ストーリー
デス・バスターズ編とデッド・ムーン編の間に位置する物語。
デス・バスターズを倒してから1年後、うさぎ達セーラー戦士は平穏な日々を送っていた。しかしある日、これまでセーラー戦士が倒してきた妖魔やドロイド、ダイモーンが次々に復活し、再び十番街を襲い始める。やがてうさぎ達は未来の世界から襲来した新たな強敵ヘル・デスティニーがこれまで戦ってきた敵たち（ダークキングダム、ブラックムーン一族、デスバスターズ）の運命を変えて彼らを復活させ、「運命を変える」ためにうさぎの持つ銀水晶を狙っていることを知り、10人のセーラー戦士が全員集合して時空を超え、現在・過去・未来へ冒険に行き、ヘル・デスティニーとの戦いに挑むことになる。

スタッフ
- 原作：武内直子（講談社「なかよし」連載）
- 音楽：有澤孝紀、林克洋
- シナリオ：武内直子
- オリジナル・キャラクターデザイン：武内直子
- 構成：PASSIONPLAY
- プランナー：宮沢秀一
- プロデューサー & ディレクター：湯野讓司
- 監修・協力：株式会社講談社、なかよし編集部 、東映動画株式会社

主題歌
- エンディングテーマ「Sunshine Moonlight」
  - 作詞：佐藤ありす、作・編曲：有澤孝紀、歌：プリティキャスト

ステージサブタイトル
- 第一章 「ヘル・デスティニー」
- 第二章 
  - 「石を探して…セーラーマーキュリー」
  - 「石を探して…セーラーマーズ」
  - 「石を探して…セーラージュピター」
  - 「石を探して…セーラーヴィーナス」

- 第三章 「バラ水晶」
- 第四章 「敵意と友情」
- 第五章 「戦いの後に」

オリジナル必殺技
2人リンクの組みわせと連係技もある。ゲーム画面に表示された技の説明文を下記に記述する。
| - セーラームーン - ムーン・ティアラ・アクション - ティアラを飛ばして敵単体にダメージを与える。 - ムーン・ヒーリング・エスカレーション - 幻の銀水晶で元気が回復する。 - ムーン・スパイラル・ハートアタック - 光のハートが敵単体にダメージを与える。 - レインボー・ムーン・ハート・エイク - 伝説の戦士の究極の技。 - セーラーマーキュリー - シャボン・スプレー - 敵を撹乱して攻撃力下げる。 - シャボン・スプレー・フリージング - 敵単体に氷の攻撃。 - シャイン・アクア・イリュージョン - 水の刃が敵を貫く攻撃。 - マーキュリー・アクア・ミラージュ - 敵全体に水で大ダメージを与える。 - セーラーマーズ - ファイヤー・ソウル - セーラーマーズの炎が敵を焼く。 - ファイヤー・ソウル・バード - 敵全体に火の鳥で攻撃する。 - バーニング・マンダラー - 8つの炎の輪が敵を切り刻む。 - マーズ・スネイク・ファイヤー - 蛇の形の炎が敵に纏わり付く攻撃。 - セーラージュピター - シュープリーム・サンダー - 木星を守護に持つジュビターの得意技。 - シュープリーム・サンダー・ドラゴン - 雷が龍になり敵に襲い掛かる。 - スパークリング・ワイド・ブレッシャー - 怒りの電撃を集めて敵に投げる攻撃。 - ジュピター・ココナッツ・サイクロン - 激しい電撃が嵐を巻き起こす攻撃。 - セーラーヴィーナス - クレッセント・ビーム - 美の女神ヴィーナスの光の攻撃。 - ※指先に集めた光をビームにして発射する。 - クレッセント・ビーム・シャワー - 幾筋ものビームが敵に降り注ぐ攻撃。 - ヴィーナス・ラブ・ミー・チェーン - 光の鎖が敵にアタック。 - ヴィーナス・ウインク・チェーン・ソード - 光の剣が敵を切り裂く。 |  | - セーラーちびムーン - ピンクシュガー・ハートアタック - 光のハートか敵にダメージを与える。 - ピンクシュガー・ハートエイク - セーラームーンと同じ伝説の戦士の究極の技。 - セーラーウラヌス - ワールド・シェイキング - 地面を砕いて敵にダメージを与える。 - スペース・ソード・ブラスター - タリスマン発動宇宙が吹き荒れる。 - セーラーネプチューン - ディープ・サブマージ - 海王の力が大津波を起こす攻撃。 - サブマリン・リフレクション - タリスマンで異次元の光を呼び出す攻撃。 - セーラープルート - デッド・スクリーム - 時空の戦士が放つ異次元殺法。 - クロノス・タイフーン - ガーネットオーブが死の渦を巻き起こす攻撃。 - タイム・ストップ - 敵の攻撃を止める禁断の秘技。 - セーラーサターン - デス・リボーン・レボリューション - 破滅の戦士が全てをゼロに戻す。 - 合体技（フォーメーション技） - セーラー・シュート・アタック - 5人が弾丸のように飛んでいく攻撃。 - セーラー・アロー・アタック - 伝説のメシアが光の矢を放つ必殺技。 - セーラー・ヴィクトリー・アタック - 正義は必ず勝つ! しょーりへ弾いていた。 - セーラー・クラスター・アタック - 攻防一体の光の必殺技。 - セーラー・プラネット・アタック - これこそ 元祖! 合体必殺技。 |

公式ガイドブック
- 『なかよしメディアブックス17 なかよしゲームブックス スーパーファミコン 美少女戦士セーラームーン―Another Story―バーフェクトガイド』（講談社、1995年12月12日第1刷発行）ISBN 4-06-324567-5

### 美少女戦士セーラームーンSuperS ふわふわパニック
1995年12月8日にバンダイから発売のパズルゲーム。
スタッフ
- 原作：武内直子
- プロダクションマネージャー：真庭栄作
- エグゼクティブプロデューサー：緒方和正
- プロデューサー：山口まさむ、岡本みちと
- チーフディレクター：武藤ひとし
- ゲームデザイナー：池田勝
- グラフィックデザイナー：齊藤まみ、津川のりこ
- グラフィックアシスト：伊藤しげゆき
- プログラマー：千葉ひろき、中川博之
- プログラムアシスト：よしだ勝秀
- サウンド：有澤孝紀
- ミュージックコンポーザー：大隈けんいち
- パズルメーク：村越よしひろ
- スペシャルサンクス：なかよし編集部、小佐野文雄

### 美少女戦士セーラームーンSuperS 全員参加!! 主役争奪戦
1996年3月29日にエンジェルから発売の対戦型格闘ゲーム。『場外乱闘!? 主役争奪戦』をベースにセーラーサターンが追加され、グラフィックや技も刷新されている。ストーリーモードでは前作と同様だが、サターンが最終ボスとして登場する。
前作同様、エンディングの後タイトル画面に戻ると、プレイヤーが選択したキャラクターが主役になったという事でタイトルが変化する。例えばセーラーマーキュリーでクリアすると、『美少女戦士セーラーマーキュリーSuperS』と表示される。
オリジナル必殺技
- スーパーセーラームーン
  - ムーン・ティアラ・アクション
  - ソニック・クライ
  - ムーン・ゴージャス・メディテイション
  - 銀水晶発動（超必殺技）

- スーパーセーラーちびムーン
  - ピンクシュガー・ハートアタック
  - スウィンギング・マシュマロ
  - トゥインクル・エール（超必殺技）

- セーラーマーキュリー
  - マーキュリー・アクア・ラプソディー
  - マーキュリー・アクア・ミラージュ
  - リバース・ブレイクステップ
  - ウォーター・ブリット（超必殺技）

- セーラーマーズ
  - マーズ・フレイム・スナイパー
  - マーズ・スネイク・ファイヤー
  - ファイヤー・ヒールドロップ
  - マーズ・スネイク・フレア（超必殺技）

- セーラージュピター
  - ジュピター・オーク・エボリューション
  - ジュピター・ココナッツ・サイクロン
  - ジュピター・ダブル・アクセル
  - ジャイアント・ストング
  - ライトニング・ストライク（超必殺技）

- セーラーヴィーナス
  - ヴィーナス・ラブ・アンド・ビューティーショック
  - ヴィーナス・ウインク・チェーン・ソード
  - ヴィーナス・ラブ・ミー・チェーン
  - チェーン・エクスプロシブ（超必殺技）

- セーラーウラヌス
  - スペース・ソード・ブラスター
  - ワールド・シェイキング
  - ダイビング・ガイアクラッシュ
  - デストラクティブ・カーニバル（超必殺技）

- セーラーネプチューン
  - サブマリン・リフレクション
  - ディープ・サブマージ
  - スプラッシュ・エッジ
  - ドラゴン・ライズ（超必殺技）

- セーラープルート
  - クロノス・タイフーン
  - デッド・スクリーム
  - ストリクト・スイーブ
  - ディメンジョン・ダンス（超必殺技）

- セーラーサターン
  - サイレンス・バスター
  - ブレスクラッシャー
  - デス・リボーン・レボリューション
  - デスドライブ・ブレイク（超必殺技）

バトルステージ
- シルバーミレニアム（スーパーセーラームーンステージ）
- デッドムーン・サーカス・デイライト（セーラーマーキュリーステージ）
- 火川神社（セーラーマーズステージ）
- 十番商店街（セーラージュピターステージ）
- デッドムーン・サーカス・ナイトタイム（セーラーヴィーナスステージ）
- エリュシオン（スーパーセーラーちびムーンステージ）
- 時の扉（セーラープルートステージ）
- 海王州公園（セーラーネプチューンステージ）
- 噴水公園（セーラーウラヌスステージ）
- 沈黙のメシアの玉座（セーラーサターンステージ）

### 美少女戦士セーラームーン セーラースターズ ふわふわパニック2
1996年9月27日にバンダイから発売のパズルゲーム。唯一スーファミターボで発売された作品。
スタッフ
- 原作：武内直子
- プロダクションマネージャー：真庭栄作
- エグゼクティブプロデューサー：大久保やすのぶ
- プロデューサー：田中信行
- チーフディレクター：池田勝
- グラフィックデザイナー：齊藤まみ、津川のりこ
- プログラマー：千葉ひろき
- サウンドプロデューサー：堀口宏
- ミュージックコンポーズ：やずこ
- サウンドデザイン：有澤孝紀
- パズルメーク：村越よしひろ
- なかよし編集部：小佐野文雄、岡本みちと

## プレイステーション版

### 美少女戦士セーラームーンSuperS 真・主役争奪戦
1996年3月8日にエンジェルから発売されたプレイステーション用ソフトの対戦型格闘ゲーム。
3DO『美少女戦士セーラームーンS』のシステムをベースに、内容をアップグレードしている。本作は後に、セガサターン『美少女戦士セーラームーンSuperS Various Emotion』としてほぼ同内容で移植されたが、両機種ではバトルステージや必殺技の表現などが一部異なっている。
新たな3Dオープニングアニメーションを挿入して、その他の新規アニメーションが入っていない。『美少女戦士セーラームーン』ゲームシリーズの中では初の3Dポリゴン+モーションキャプチャのセーラー戦士で採用された。
オリジナル必殺技
- セーラームーン
  - ムーン・ティアラ・アクション
  - ムーン・スパイラル・ハート・アタック
  - お願い銀水晶
  - ムーン・ゴージャス・メディテイション（超必殺技）

- セーラーちびムーン
  - ルナビー・アタック
  - ピンク・シュガー・ハート・アタック
  - スウィンギング・マシュマロ
  - トゥインクル・エール（超必殺技）

- セーラーマーキュリー
  - シャボン・スプレー
  - シャイン・アクア・イリュージョン
  - リバース・ブレイク・ステップ
  - マーキュリー・アクア・ラプソディー（超必殺技）

- セーラーマーズ
  - ファイヤー・ソウル
  - バーニング・マンダラー
  - ファイヤー・ヒール・ドロップ
  - マーズ・フレイム・スナイパー（超必殺技）

- セーラージュピター
  - シュープリーム・サンダー
  - スパークリング・ワイド・プレッシャー
  - ジュピター・ダブル・アクセル
  - ジュピター・オーク・エボリューション（超必殺技）

- セーラーヴィーナス
  - クレッセント・ビーム
  - ヴィーナス・ラブ・ミー・チェーン
  - ヴィーナス・ウインク・チェーン・ソード
  - ヴィーナス・ラブ&ビューティーショック（超必殺技）

- セーラーウラヌス
  - ワールド・シェイキング
  - ウラヌス・ワールド・アタック
  - スペース・ソード・ブラスター（超必殺技）

- セーラーネプチューン
  - ディープ・サブマージ
  - スプラッシュ・エッジ
  - サブマリン・リフレクション（超必殺技）

- セーラープルート
  - デッド・スクリーム
  - アクション・スピンスター
  - クロノス・タイフーン（超必殺技）

- セーラーサターン
  - デス・リボーン・レボリューション
  - サイレンス・ウォール
  - サイレンス・グレイブ・サプライズ（超必殺技）

### キッズステーション 美少女戦士セーラームーンワールド ちびうさとたのしいまいにち
2001年11月29日にバンダイから発売。計36種類のミニゲームをこなして話をすすめるタイプのゲーム。ストーリーモードは全8ストーリーで、ちびうさ、うさぎとプレーヤーの3人が中心となって展開している。

## プレイディア版
バンダイが発売したマイナーハードのプレイディアでは以下のソフトが発売されている。
美少女戦士セーラームーンS クイズ対決!セーラーパワー結集!!
1994年にバンダイから発売のクイズゲーム。
美少女戦士セーラームーンSuperS セーラームーンとひらがなレッスン!
1995年にバンダイから発売の教育ソフト。
美少女戦士セーラームーンSuperS セーラームーンとはじめてのえいご
1995年にバンダイから発売の教育ソフト。
美少女戦士セーラームーンSuperS ようこそ!セーラーようちえん
1995年にバンダイから発売の教育ソフト。

## キッズコンピュータ・ピコ版
セガが発売したキッズコンピュータ・ピコでは以下のソフトが発売されている。
美少女戦士セーラームーンS
1994年にバンダイから発売。
美少女戦士セーラームーンSuperS
1995年にバンダイから発売。
美少女戦士セーラームーン セーラースターズ
1996年にバンダイから発売。

## その他の家庭用ハード

### 美少女戦士セーラームーンS こたえてムーンコ〜ル!（てれびっこコードレス）
1994年にバンダイから発売されたてれびっこコードレス専用ビデオソフト。基本的にプレイディア「クイズ対決!セーラーパワー結集!!」と同じ内容だが、クイズの出題構成などが違う。

### 美少女戦士セーラームーン（メガドライブ）
1994年7月8日にマーバから発売されたメガドライブ専用ベルトスクロールアクションゲーム。基本的にスーパーファミコン版と同じ内容だが、必殺技やステージ構成や敵の種類などに違いがある。1人プレイ専用。スーパーファミコン版のゲーム音楽とは異なり、本作は畑亜貴が作曲を担当。
難易度をハードにすると、最終面のクインベリル戦後、クインメタリアとの戦闘が始まる。ただエンディングは変わらない。
ステージサブタイトル
- ステージ1 - 十番商店街（ボス：マネギン）
  - A：十番町商店街
  - B：デパートのエレベーター

- ステージ2 - 夢ランド（ボス：ジェダイト）
  - A：遊園地
  - B：おかしの家

- ステージ3 - 高速道路（ボス：ネフライト）
  - A：高速道路
  - B：秘密工場

- ステージ4 - スターライト・タワー（ボス：クンツァイト）
  - A：スターライト・タワー（中ボス：偽セーラームーン(ゾイサイトの化身)）
  - B：洞窟

- ステージ5 - Dポイント（ボス：クイン・ベリル）
  - A：北極
  - B：ベリルの要塞（中ボス：エンディミオン）
  - C：クインベリルの城

- ステージ6 - ダーク・キングダム（ボス：クイン・メタリア）
  - エリア：難しいモードのみ

オリジナル必殺技
- セーラームーン
  - ムーン・ティアラ・アクション
  - ムーン・ヒーリング・エスカレーション
  - 超音波泣き

- セーラーマーキュリー
  - シャボン・スプレー
  - ブレイク・ステップ
  - アクア・リボン・アッパー

- セーラーマーズ
  - ファイヤー・ソウル
  - 破邪炎舞脚
  - バーニング・ストーム

- セーラージュピター
  - シュープリーム・サンダー
  - フラワー・ハリケーン
  - ライトニング・ナックル

- セーラーヴィーナス
  - クレッセント・ビーム
  - チェーン1回転攻撃
  - 空中地獄車

### 美少女戦士セーラームーンS（3DO）
1995年3月17日にバンダイから発売された3DOの対戦型格闘ゲーム。『美少女戦士セーラームーン』ゲームシリーズの中で初の3Dオープニングアニメーションを挿入して、キャラクターグラフィックはセル画で描かれている。おまけでセーラー戦士たちの留守番メッセージ、プロフィールやゲーム音声などが収録されており、このゲームで使用されたBGMも完全収録している。セーラーサターンを除いて、9人のセーラー戦士がプレイキャラクターになる。各セーラー戦士の変身シーンが見られたり、スーパーセーラームーンを使う可能性がある。
コンピュータを相手に勝ち抜いていくスーパーバトルモード。友だちやコンピュータと対戦を行うVSモード。任意のキャラクターを選びチーム同士で闘うチームバトル。対戦ステージやハンディキャップ等、様々な設定を行うオプションモード。キャラクターのプロフィール情報を閲覧したりサウンドテストなどが行えるデータベースモードが選べるようになっている。
スーパーファミコン版『場外乱闘!? 主役争奪戦』と『全員参加!! 主役争奪戦』とはシステムが異なる。本作のシステムは、後にPlayStation版『真・主役争奪戦』、セガサターン版『美少女戦士セーラームーンSuperS Various Emotion』に受け継がれた。
オリジナル必殺技
- セーラームーン
  - ボティアタック
  - ムーン・スクリューパンチ
  - ムーン・ティアラ・アクション
  - ムーン・スパイラル・ハートアタック

- セーラーマーキュリー
  - 滝落とし
  - リバーススピンキック
  - シャボン・スプレー
  - シャイン・アクア・イリュージョン

- セーラーマーズ
  - マーズ・スネーク・ファイヤー
  - スピニングレイヴン
  - ファイヤー・ソウル
  - バーニング・マンダラー

- セーラージュピター
  - ダブル・アクセル
  - サンダー・ストーム
  - シュープリーム・サンダー
  - スパークリング・ワイド・プレッシャー

- セーラーヴィーナス
  - クレッセント・ブーメラン
  - クレッセント・ビーム
  - ローリング・ハート・バイブレーション
  - ヴィーナス・ラブ・ミー・チェーン

- セーラーウラヌス
  - サマーソルトキック
  - エアー・スラッシュ
  - スパイラル・バスター
  - ワールド・シェイキング

- セーラーネプチューン
  - シーサーペントストラングル
  - タイダル・ウェーブ
  - スプラッシュ・エッジ
  - ディープ・サブマージ

- セーラープルート
  - ディスティニースピンスター
  - トワィライト
  - デッド・スクリーム
  - 時間停止

- セーラーちびムーン
  - サイクロンド
  - 空中ぐるぐるパンチ
  - ルナPアタック
  - ピンクシュガー・ハートアタック

### 美少女戦士セーラームーンS（ゲームギア）
1995年1月27日にバンダイから発売されたゲームギア専用アクションゲーム。ノーマルモードの主人公であるセーラームーンと、イージーモードの主人公であるちびムーンの2人のキャラクターから選する。
ミニゲームの「レイの占い」では、本日の日付を入力するのだが、西暦の千の位、百の位が「19」で固定の為、現在では占うことができなくなっている。
ステージサブタイトル
- ステージ1 ムゲン・C・バーク（ボス：ユージアル）
- ステージ2 無限紀念ドーム（ボス：ミメット）
- ステージ3 十番商店街（ボス：ビリユイ）
- ステージ4 無限学園（ボス：テルル）
- ステージ5 土萠研究所（ボス：シプリン&プチロル）

### 美少女戦士セーラームーンSuperS Various Emotion（セガサターン）
1996年11月29日にエンジェルから発売されたセガサターンの対戦型格闘ゲーム。PlayStation『真・主役争奪戦』をベースに移植したものだが、一部の内容が異なる。
ストーリーモードに新規アニメーションが新たに挿入されている。アニメ本編では存在しなかったセーラーサターンの変身ムービーが見られており、外部太陽系三戦士の変身バンクシーンの決めポーズでも惑星のマークとして追加された。またウラヌス、ネプチューン、プルート、サターンに新技が1種類ずつ追加されている。
オリジナル必殺技
- セーラームーン
  - ムーン・ティアラ・アクション
  - ムーン・スパイラル・ハート・アタック
  - お願い! 銀水晶!!
  - ムーン・ゴージャス・メディテイション（超必殺技）

- セーラーちびムーン
  - ルナP・アタック
  - ピンク・シュガー・ハート・アタック
  - スウィンギング・マシュマロ
  - トゥインクル・エール（超必殺技）

- セーラーマーキュリー
  - シャボン・スプレー
  - シャイン・アクア・イリュージョン
  - リバース・ブレイク・ステップ
  - マーキュリー・アクア・ラプソディー（超必殺技）

- セーラーマーズ
  - ファイヤー・ソウル
  - バーニング・マンダラー
  - ファイヤー・ヒール・ドロップ
  - マーズ・フレイム・スナイパー（超必殺技）

- セーラージュピター
  - シュープリーム・サンダー
  - スパークリング・ワイド・プレッシャー
  - ジュピター・ダブル・アクセル
  - ジュピター・オーク・エボリューション（超必殺技）

- セーラーヴィーナス
  - クレッセント・ビーム
  - ヴィーナス・ラブ・ミー・チェーン
  - ヴィーナス・ウインク・チェーン・ソード
  - ヴィーナス・ラブ&ビューティーショック（超必殺技）

- セーラーウラヌス
  - ワールド・シェイキング
  - ウラヌス・ワールド・アタック
  - デストラクティブ・カーニバル
  - スペース・ソード・ブラスター（超必殺技）

- セーラーネプチューン
  - ディープ・サブマージ
  - スプラッシュ・エッジ
  - ドルフィン・ウェイブ
  - サブマリン・リフレクション（超必殺技）

- セーラープルート
  - デッド・スクリーム
  - アクション・スピンスター
  - ストリクト・スウィーブ
  - クロノス・タイフーン（超必殺技）

- セーラーサターン
  - デス・リボーン・レボリューション
  - サイレンス・ウォール
  - ブレス・クラッシャー
  - サイレンス・グレイブ・サプライズ（超必殺技）

スタッフ
- 原作：武内直子
- サウンドスタッフ

- 株式会社フロム・サーティ
- 作曲・編曲：有澤孝紀

- ゲームスタッフ

- エグゼクティブプロデューサー：佐藤雅幸
- メインプロデューサー：岡本吉弘（おかP）
- プランニングアドバイザー：湯野讓司
- ディレクター：市川和弘
- プログラマー：前嶋潤、伊井澤靜夫
- サウンドプログラマー：塩田信之
- 監修：ジェネラル渡辺
- デザイナー：梅桜榎椛、えいみー、加藤有美、きたじ、栗原映子、佐藤裕介、中島和恵、ベル坊、穂摘鞘迦、松原順、マー坊、倉田ゆき、勝矢拓巳
- アシスタント：北村直毅、木村和靖、ボルボー西條
- オープニングアニメーション・キャラクターアニメーション：株式会社ビジュアルサイエンス研究所
- モーションデータ収録：モーションキャプチャースタジオ“DYNAMO”

- 3Dデザイン・アニメーションスタッフ：丸義則、中一太志、亘理明生、宮崎健太郎、松田信二、村上大、室隆之

- モーションキャプチャー・エンジニア：小野信良、棟方さくら
- オープニングアニメーション・スクリプトライター：岸虎次郎
- オープニングアニメーション・ディレクター：澤井幸次
- プロダクションマネージャー：猪谷公彦
- モーションアクトレス：日野綾子

- セルアニメーションムービースタッフ：東映動画株式会社制作部
- スーパーバイザー：小佐野文雄
- パブリシティー：笹野井隆広
- 協力：株式会社講談社 なかよし編集部、東映動画株式会社
- 制作：株式会社エンジェル

主題歌
オープニングテーマ「ムーンライト伝説」
作詞：小田佳奈子、作曲：小諸鉄矢、編曲：林有三、セガサターン版編曲：有澤孝紀

## アーケードゲーム

### 美少女戦士セーラームーン (AC)
1995年3月22日にバンプレスト（現在のバンダイナムコアミューズメント）から稼動開始されたベルトスクロールアクションゲーム。使用キャラクターはスーパーファミコン版やメガドライブ版と同様に初期の5人が登場して、2人同時プレイが可能。
全8ステージで、難易度が高い。綺麗さを意識した繊細なキャラクターグラフィックとバトルステージの背景グラフィックが特徴としてあげられる。スーパーファミコン版とメガドライブ版に比べると、より多彩な戦闘アクションを繰り出す。
雑兵役の敵キャラクターは基本的にテレビアニメ無印前半の妖魔が登場するが、例外としてテレビアニメ第43話のオニワバンダナと本作オリジナルの覆面男というザコ敵が登場する。
ゲームバージョンは「Version 95/03/22」と「Version 95/03/22B」の存在が確認されており、日本国外のバージョンは一部異なる。初期のバージョンでは、タキシード仮面が乱入するボス戦で、乱入前にクリスタルを使って倒してしまうと、ステージクリアにならず完全にツマってしまうバグがある。
スタッフ
- 原作・監修：武内直子、小佐野文雄
- エグゼクティブプロデューサー：東喜三郎
- プロデューサー：佐藤丈安
- コーディネーター：川島敏文
- ディレクター：藤本博之
- アートディレクター：岩瀧智
- 副アートディレクター：駒澤敏亘
- アニメーションデモ演出：佐々木憲世
- アニメーション作画監督：只野和子
- アニメーター：松下浩美、スタジオライブ
- 音楽：桜井誠一
- プログラム：藤本博之
- ゲームデザイン：藤本博之、岩瀧智

必殺技バンクシーン
特定のザコ敵である青いテティスが落とすクリスタルをそれぞれ拾い集めることで、全5つオリジナル・必殺技がそれぞれパワーアップする。全ての必殺技のオリジナル・アニメーション原画には、只野和子と松下浩美が描きおろしている。
- セーラームーン
  - ムーン・フェザー・アタック
  - 超音波攻撃（泣き）
  - ムーン・トワイライト・フラッシュ
  - ムーン・スパークリング・テンプテーション
  - ムーン・ティアラ・アクション

- セーラーマーキュリー
  - ゴーグル使用
  - ミラージュ・ウェーブ
  - シャイン・アクア・カッター
  - クラッシュ・ランチャー
  - シャボン・スプレー

- セーラーマーズ
  - 波状攻撃（怒り）
  - フォボス・ディモス
  - 悪霊退散
  - ランニング・ファイヤー
  - ファイヤー・ソウル

- セーラージュピター
  - ジュピター・キック
  - スープレックス
  - バラのピアス使用
  - フラワー・ハリケーン
  - シュープリーム・サンダー

- セーラーヴィーナス
  - ウインク
  - ヴィーナス・キック
  - ヴィーナス・ラブ・ミー・チェーン
  - ローリング・ハート・バイブレーション
  - クレッセント・ビーム

敵のボス
1. カストル & ポルクス（後の面では色違いがザコ敵で登場）
2. モルガ
3. キュレネ
4. ガロベン
5. ゾイサイト
6. ツイン・キュレネ（キュレネの色違いが2体）
7. バケーネ
8. ゾイサイト & クンツァイト（中ボス）、クイン・ベリル（最終ボス）

### クイズ!! 美少女戦士セーラームーン 〜知力・体力・時の運〜
1997年にバンプレスト（現在のバンダイナムコアミューズメント）から稼働開始されたスゴロク形式のクイズゲーム。使用キャラクターは初期メンバー5人・ウラヌス・ネプチューンの計7人。敵が厄介な特殊能力を持っていたり、マニアックな問題がかなり多かったりと、クイズゲームの中では難易度が高い方に属する。
セーラープルートとセーラーちびムーンは一部の演出で登場し、ほたるはちびうさと共にショップで登場したり、ナレーションで登場したりする。登場キャラクターを全員ミニチュア化した可愛らしい姿をして、セーラー戦士達が戦闘スタート時にアニメ第三期と同じベースの必殺技シーンを披露する。早く回答することによりゲージが溜まり、ゲージが満タンになると、必殺技が発動してノルマを全て消すことができる。
ストーリーは『S』のアニメ版の後日談に当たり、復活したデス・バスターズのカオリナイト・ウィッチーズ5・ハイキューン以外のダイモーンを倒しながら、再び洗脳された土萠創一教授の所まで辿り着く。
スタッフ
- 原作：武内直子（講談社『なかよし』掲載）
- 企画：藤本博之
- プログラムチーフ：上村建也
- グラフィックチーフ：大隅正之、岩瀧智
- グラフィック：石川真吾、香山久美、大平兼代、松村育夫、吉田智、秋山育宏、渡辺大吾、樋口美紀
- 作曲・効果音作成：坂井義達、平手真吾
- 編曲：ティーズミュージック
- サウンドドライバ：スタジオクリシェ
- ハードウェア：石川製作所
- クイズ問題作成：超音速
- 協力：青二プロダクション、ログオーディオ
- ゲームデザイン・ディレクター：大隅正之
- 制作：株式会社バンプレスト
- 開発：株式会社ガゼル
- 1997 武内直子・講談社・テレビ朝日・東映動画
- 1997 バンプレスト

ルール
ステージは「商店街」、「墓場」、「ピラミッド」、「海底」、「雪原」、「牧場」の6つのステージから自由に選択でき、全てのステージをクリアすると最終ステージの「ともえ邸」に進むことができる。また、2ステージクリア、4ステージクリア直後にボーナスゲームでルナPボール（2人プレイではプレイヤー同士）と〇×クイズの徒競走対決をができる。正解だとスピードが上がるが、不正解だと転んでタイムロスとなる。
プレイヤーは1～6の出目が出るサイコロを振ってステージを進んでいき、●のクイズマスに止まると、ダイモーンとの対決となり、ノルマを達成するとダイモーンを倒すことができる。
プレイヤーはセーラー戦士のマークが描かれた4枚のカードを持っており、ダイモーンを倒した後に1枚交換でき、同じマークが4枚揃うと、セーラープルートがそのマークのセーラー戦士（すでに仲間になっている、またはプレイヤーが操作するセーラー戦士のマークを揃えると、セーラー戦士の人形）を召喚し、以降は後述の特殊能力を発動し、時々プレイヤーの手助けをしてくれる。人形の場合は次のダイモーンとの戦いの際に必ず発動するが、1体につき1回しか使えない。また、セーラー戦士とセーラー戦士の人形の特殊能力は同等である。
★のイベントマスに止まるとセーラー戦士の人形が貰えたりなどのイベントが発生する。

ステージボス
- 商店街

- 中ボス：テルル
- ボス：ミクージ

- 墓場

- 中ボス：カオリナイト
- ボス：ネコンネル

- ピラミッド

- 中ボス：シプリン&プチロル
- ボス：セニシエンタ

- 海底

- 中ボス：ビリユイ
- ボス：ドブリン

- 雪原

- 中ボス：ユージアル
- ボス：ダルマー

- 牧場

- 中ボス：ミメット
- ボス：う・エスタン

- ともえ邸

- 中ボス：シプリン＆プチロル→ビリユイ→テルル→ミメット→ユージアル→カオリナイト
- ボス：土萠教授

各セーラー戦士の能力
- セーラームーン（「三択クイズ」）
  - 「三択クイズ」のプラカードを持って登場。稀にタキシード仮面のバラが飛んできて二択になる。

- セーラーマーキュリー（「亜美ちゃんの正解予報」）
  - 正解を予報してくれる（「降水確率」風に選択肢に表示される）。もちろん予報なので、間違っていることもある。

- セーラーマーズ（「悪霊退散」）
  - 相手に「悪霊退散」のお札を叩き付け、敵の能力を封印してくれる。

- セーラージュピター
  - ごちそうを持って登場。ライフを1つ回復する。

- セーラーヴィーナス
  - 相手をピコハンマーで撃退して、ノルマ削減。ノルマ数によって1 - 2減らしてくれる。

- セーラーウラヌス（「ジャンルセレクト」）
  - 4枚のカードを持って登場。用意された4つのクイズカテゴリーから1つをボタン選択できる。

- セーラーネプチューン（「タイム延長」）
  - カタツムリの背中に乗って登場。当該ラウンドの解答時間を長くしてくれる。

- セーラーちびムーン
  - ピンクシュガーハートアタックでノルマを1つ減らしてくれるが、失敗することもある。仲間にならずたまに現れる。

ショップで購入できるアイテム
- 牛乳（ライフが１増える）
- 人形（ランダムでセーラー戦士の人形をどれか１つ貰える）
- 風船（決められたマスまで一気に進むことができる）
- サイコロ（３回連続サイコロの目が６しか出なくなる）

敵の特殊能力
（）内は能力を使うダイモーンやデス・バスターズの幹部
- 解答時間が短くなる（ハードラー、ステアリングー、ダルマー）
- 間違えるとライフが吸収されて、ノルマが増える（オウソージ、シプロン＆プチロル、セニシエンタ、カオリナイト（ともえ邸中ボス））
- ノルマ１の時に間違えると復活する（テルル、カオリナイト（墓場中ボス）、ネコンネル）
- 選択肢の番号を入れ替える（ミクージ、う・イカサマン）
- 不正解の選択肢の中に爆弾が仕掛けられていて、それを選択してしまうとライフが２減ってしまう（ソイヤー、チョーコッカー、ビリユイ、ユージアル、う・エスタン）
- 選択肢の文字を左右反転させる（スカー、う・ヘンシュウ、ドブリン）
- セーラー戦士の必殺技の使用ができない（土萠教授）

また、特殊能力ではないが以下の能力を使う敵もいる。
- ノルマ１になると別のダイモーンを呼び、ノルマを増加させる（う・トモダチ、ミメット）

## パソコンソフト
美少女戦士セーラームーン 決戦ダークキングダム（X68000、Black HCS、1993年）
美少女戦士セーラーV（X68000、DKソフト、1994年）
美少女戦士セーラームーン ペーパーフィギュア1
きらめきセーラーメモリーズ
作ってみようよ美少女戦士セーラームーン
美少女戦士セーラームーン BEST SELECTION
美少女戦士セーラームーン COLLECTION SCREEN SAVER
美少女戦士セーラームーン スクリーンセーバー
CD-ROM原画集　美少女戦士セーラームーン
Windows版とMacintosh版の2種類が存在する。リンク工房が制作。1994年に講談社が発売開始。
美少女戦士セーラームーン フォトCD原画集1
ダーク・キングダム編。リンク工房が制作。1994年に講談社が発売開始。
美少女戦士セーラームーン フォトCD原画集2
ブラック・ムーン編。リンク工房が制作。1994年に講談社が発売開始。

## スマホゲーム
美少女戦士セーラームーン セーラームーンドロップス（iOS/Android）
バンダイナムコゲームス、2015年9月3日からサービス開始。
LINE ポコパン（iOS/Android）
2014年12月5日から12月22日まで、本作とのコラボレーションイベントが行われた。
クイズRPG 魔法使いと黒猫のウィズ（iOS/Android）
2015年1月27日から2月28日まで、本作との最初のコラボレーションイベントが行われた。
2015年5月12日から5月31日まで、本作との復刻と新規コラボレーションイベントが行われた。
2018年3月27日から4月10日まで、本作との復刻と新規コラボレーションイベントが行われた。
探検ドリランド（GREE〔フィーチャー・フォン/iOS/Android〕）
2015年4月1日から4月30日まで、本作とのコラボレーションイベントが行われた。
LINE ポコポコ（iOS/Android）
2018年9月28日から10月19日まで、本作とのコラボレーションイベントが行われた。
モンスターストライク（iOS/Android）
2018年11月16日から11月29日まで、本作とのコラボレーションイベントが行われた。
ぷよぷよ!!クエスト（iOS/Android）
2019年3月15日から3月25日まで、本作との最初のコラボレーションイベントが行われた。
2020年3月13日から3月23日まで、本作との復刻ではない新規コラボレーションイベントが行われた。
2021年3月12日から3月22日まで、本作との復刻ではない新規コラボレーションイベントが行われた。
ポケコロ（iOS/Android）
2020年11月10日から2021年1月31日まで、本作とのコラボレーションイベントが行われた。
LINE バブル2（iOS/Android）
2020年12月15日から2021年1月17日まで、本作とのコラボレーションイベントが行われた。
LINE POP2（iOS/Android）
2021年12月17日から2022年1月8日まで、本作とのコラボレーションイベントが行われた。

## カードゲーム
美少女戦士セーラームーンカードゲーム マスカレイドバトル（movic）
プレイヤー数3 - 9人まで対応。カード数89枚。プレイヤーがセーラームーン側とダークキングダム側に分かれ、回収したキャラクターカード数とチームとしての勝ち負けを競うゲーム。
美少女戦士セーラームーンカードゲームコレクション（CGC）
アマダ製のトレーディングカードゲーム。2003年発売開始。全139枚。

## 体感型ゲーム
リアル脱出ゲーム×劇場版 美少女戦士セーラームーンEternal『闇夜のウェディングパーティーからの脱出』
リアル脱出ゲーム（SCRAP）とのコラボレーション。2021年4月22日から2022年4月17日まで東京ミステリーサーカス 4Fにて開催。

## クロスオーバーゲーム
なかよしといっしょ（ファミリーコンピュータ、ユタカ、1993年11月22日）
ウェルカムなかよしパーク（ゲームボーイ、バンダイ、1994年3月3日）
パニックイン なかよしワールド（スーパーファミコン、バンダイ、1994年11月18日）
楽しく遊んで能力アップ!! たのしい幼稚園（Piko）
楽しく遊んで能力アップ!! たのしい幼稚園'95年版（Piko）
ぷよぷよ!!クエスト（iOS/Android/Kindle Fire）
モンスターハンターダブルクロス（3DS）

## その他
電子ゲームに該当する電子漫画塾、LSIゲームがあるもののゲーム性は低い。他のハードよりも玩具に近い。

## 音楽CD

### 主題歌シングル
| 枚 | 発売日        | タイトル                                        | 規格品番 |
| -- | ------------- | ----------------------------------------------- | -------- |
| 1  | 1994年7月21日 | 恋する乙女は負けない/同じ星に生まれた二人だから | FMDC-510 |

### ゲームミュージック
| 枚 | 発売日         | タイトル                                                        | 規格品番   |
| -- | -------------- | --------------------------------------------------------------- | ---------- |
| 1  | 1993年10月21日 | 美少女戦士セーラームーン ゲームミュージック                     | FMCC-5005  |
| 2  | 1993年12月21日 | 美少女戦士セーラームーンR ゲームミュージック                    | FMCC-5012  |
| 3  | 1994年12月21日 | 美少女戦士セーラームーンS ゲームミュージック                    | FMCC-5051  |
| 4  | 1996年2月1日   | 美少女戦士セーラームーン ANOTHER STORY ミュージックコレクション | COCC-13201 |